# Osek (Plzeň)
Osek é uma comuna checa localizada na região de Plzeň, distrito de Rokycany.